# 世界の十大小説
『世界の十大小説』（せかいのじゅうだいしょうせつ、Ten Novels and Their Authors）は、1954年に刊行されたサマセット・モームのエッセイ。モームが世界の十大小説として選んだ古典作品10作を一つずつ取り上げ解説したものである。

## 内容
取り上げられる作品は以下の10作品。イギリス文学4作、フランス文学3作、ロシア文学2作、アメリカ文学1作で、『トム・ジョーンズ』を除きすべて19世紀の作品である。
| 掲載順 | 著者                         | 作品                         | 著者の国籍 | 原典       | 初出            |
| ------ | ---------------------------- | ---------------------------- | ---------- | ---------- | --------------- |
| 1      | ヘンリー・フィールディング   | トム・ジョーンズ             | イギリス   | 英語       | 1749年          |
| 2      | ジェイン・オースティン       | 高慢と偏見                   | イギリス   | 英語       | 1813年          |
| 3      | スタンダール                 | 赤と黒                       | フランス   | フランス語 | 1830年          |
| 4      | オノレ・ド・バルザック       | ゴリオ爺さん                 | フランス   | フランス語 | 1834年 - 1835年 |
| 5      | チャールズ・ディッケンズ     | デイヴィッド・コパフィールド | イギリス   | 英語       | 1849年 - 1850年 |
| 6      | ギュスターヴ・フロベール     | ボヴァリー夫人               | フランス   | フランス語 | 1856年          |
| 7      | ハーマン・メルヴィル         | 白鯨                         | アメリカ   | 英語       | 1851年          |
| 8      | エミリー・ブロンテ           | 嵐が丘                       | イギリス   | 英語       | 1847年          |
| 9      | フョードル・ドストエフスキー | カラマーゾフの兄弟           | ロシア     | ロシア語   | 1879年          |
| 10     | レフ・トルストイ             | 戦争と平和                   | ロシア     | ロシア語   | 1865年 - 1869年 |

「ある作家が果たしてどのような人物であったかを知っていたほうが、その作家の作品をいっそうよく理解し味わうことができる」という考えから、各章には必ず作家の生涯と人物との解説が行なわれている。作品については作品構造の分析や文体の解説、登場人物の心理の分析など、モーム自身の作家としての経験と小説観に基づく説明が行なわれ、時には作品の美点だけでなく欠点も厳しく指摘する（例えば『赤と黒』に関しては後半の展開が「支離滅裂」だとしており、『デイヴィッド・コッパフィールド』では筋の展開の強引さを指摘し、『白鯨』ではあまりにも物々しい言葉遣いが「俗悪な調子を与えている」と難じている）。
序章に当たる「小説とは何か」の章では、モームは優れた小説が具えていなければならない特質を上げ、それは「広範囲に渡って興味を起こすもの（つまり特定の人々の間だけでなく、広く一般の人々に興味を起こさせるもの）」、「首尾一貫していて説得力を持つもの」でなければならず、また「作中人物の行動や物言いは、登場人物自身の性格に由来していなければならない」し、「文章は分かりやすく、普通に教育を受けたものであれば誰にでも楽に読めなければならない」そして最後に最も大切な特質として「小説は楽しくなければならない」としている。

## 出版
元版は、アメリカの雑誌『レッドブック』の注文で「十大小説」リストが作成され、モームは、小説十作品の各・要約版に序文（preface）解説を執筆。のち雑誌『アトランティック・マンスリー』にも大部分が掲載され、1948年にフィラデルフィアの出版社で、『十人の偉大な小説家とその小説』（Great Novelists and Their Authors）の題で刊行された。
のち加筆訂正を経て、1954年に『十の小説とその作者』（Ten Novels and Their Authors）で改訂刊行。これが日本語版の元版で、エッセイの序文「世界の十大小説」を題名に、各（上下）で1958年に岩波新書、1997年に岩波文庫が刊行された。